# Phryganea picea
Phryganea picea is een fossiele soort schietmot uit de familie Phryganeidae.